# Philipp Heinrich Erlebach
Philipp Heinrich Erlebach (Esens, 25 juli 1657 - Rudolstadt, 17 april 1714) was een Duitse barokcomponist. Hij bracht het grootste deel van zijn werkzame leven door aan het hof te Rudolstadt, waar hij zich ontwikkelde tot een van de  belangrijkste componisten van kerkmuziek in Midden-Duitsland.

## Levensloop
Philipp Heinrich Erlebach werd geboren in het Oost-Friese stadje Esens als zoon van Hans Philipp Erlebach en Grete Henrichs. Het is onbekend welke opleidingen hij heeft gevolgd tijdens zijn jeugd. Mogelijk kreeg hij muziekles aan het hof in Oost-Friesland.
In 1679 kreeg Esens een aanstelling in Rudolstadt als musicus aan het hof van graaf Albert Anton van Schwarzburg-Rudolstadt. Twee jaar later werd hij bevorderd tot kapeldirecteur en in 1693 tot kapelmeester. Het hof van Rudolstadt werd in deze periode een belangrijk muziekcentrum, met dank aan Erlebach en de kunstminnende graaf.
Op 9 oktober 1683 trouwde Erlebach met Elisabeth Catharina. Hij kreeg met haar twee zonen en drie dochters.
Rond 1700 legde Erlebach een eerste catalogus aan van uiteindelijk ruim 700 muziekwerken die in Rudolstadt werden uitgevoerd, waaronder ook zijn eigen composities. De catalogus geeft deels de muzikale ontwikkeling aan het hof weer: vanwege de religieuze graaf Albert Anton voerde de religieuze muziek aanvankelijk de boventoon, maar eind 17e eeuw werd de wereldlijke muziek belangrijker en vanaf 1710, onder graaf Lodewijk Frederik, kwam de opera meer naar voren.
In 1705 schreef Erlebach een compositie ter ere van de huldiging van keizer Jozef I. Hij voerde dit uit met het orkest van Rudolstadt op 28 oktober 1705 in Mühlhausen.
In 1706 overleed gravin Ämilie Juliane. Erlebach componeerde vanwege haar overlijden een begrafenisgezang. Hij deed hetzelfde toen graaf Albert Anton in 1710 stierf. De troonsbestijging van de nieuwe graaf Lodewijk Frederik in 1711 werd opgeluisterd met feestelijke cantates, eveneens geschreven door Erlebach.
Op latere leeftijd gaf Erlebach ook muziekles, onder andere aan Johann Caspar Vogler.

## Werken
Erlebach was een productieve componist die Franse en Italiaanse stijlen verenigde met de Duitse barokmuziek. Van zijn werk is echter veel verloren gegaan, waaronder de ruim 180 wereldlijke cantates en aria's. Erlebach componeerde honderden religieuze werken, maar het meeste hiervan is in 1735 tot as vergaan door een brand in het paleis. Zo'n 24 manuscripten zijn bewaard gebleven in de verzameling die Samuel Jacobi aanlegde tussen 1680 en 1721. Van Erlebachs ruim 120 instrumentale werken bleven slechts zes suites (Neurenberg, 1693), zes triosonates (Neurenberg, 1694) en een mars behouden.
In 1697 werd een bundel van 50 wereldlijke aria's uitgebracht in Neurenberg, in 1710 gevolgd door een bundel met nog eens 25 aria's. In deze tweede bundel werden enkele aria's opgenomen die afkomstig waren uit Erlebachs opera's Die Plejades en Die siegende Unschuld. Van zijn andere opera's is niets bewaard gebleven. 